# Tekke Panman
Tekke Panman (17 juli 1968) is een Nederlands politicus van de BoerBurgerBeweging (BBB).
Panman groeide op in Flevoland als zoon van een agrariër. Hij was voorzitter van de JOVD in Flevoland en studeerde Economie aan de Rijksuniversiteit Groningen. Sinds 2015 is Panman interim-manager. Eerder was hij onder andere werkzaam bij een bedrijf van landbouwmachines.
Tijdens de Eerste Kamerverkiezingen van 2023 stond hij op de zestiende plaats van de kandidatenlijst van de BBB. De partij behaalde tijdens deze verkiezingen zestien zetels, waardoor Panman in de Eerste Kamer terechtkwam. Hij had overigens ook een dermate groot aantal voorkeursstemmen behaald, dat hij ook op op basis daarvan een zetel had kunnen verkrijgen.
Op 13 juni 2023 werd Panman benoemd tot lid van de Eerste Kamer.
Robert Croll · Robert van Gasteren · Math Goossen · Arie Griffioen · Eugène Heijnen · Wim Jaspers · Eric Kemperman · Frans van Knapen · Bart Kroon · Ilona Lagas · Andrea van Langen · Robbert Lievense · Henk Marquart Scholtz · Gert-Jan Oplaat · Tekke Panman · Elly van Wijk
- Parlement.com: vm1eut6x45g5